# Оптимізаційний захист життєдіяльності
Оптимізаційний захист життєдіяльності — сукупність мимовільних процесів організму та свідомої діяльності особистості для подолання негативних наслідків зміни внутрішнього та зовнішнього середовища.

## Вступ
Проблема захисту психічного здоров’я надзвичайно загострилася після початку повномасштабної війни Росії проти України. За оцінками експертів у майбутньому 40–50 % населення України потребуватимуть психологічної допомоги. У певних групах населення кількість таких людей буде становити: з-поміж військових та ветеранів – 1,8 млн; серед людей старшого віку – 7 млн; серед дітей та підлітків – близько 4 млн.. 
Тому закономірно, що останнім часом опубліковано багато наукових досліджень і практичних рекомендацій щодо психологічної допомоги постраждалим.  Особливої уваги заслуговують колективні праці підготовлені фахівцями Науково-дослідного центру гуманітарних проблем Збройних Сил України, .
В цих роботах викладено основні концепції та моделі стресу, запропоновано заходи з профілактики негативних психічних станів і посттравматичних стресових розладів, викладено теоретичні та практичні основи надання військовими та цивільними психологами психологічної допомоги особовому складу, ветеранам та членам їхніх сімей.
В навчально-методичній літературі психологічною допомогу визначено як здійснення кваліфікованими спеціалістами (психологами, психотерапевтами, психіатрами) комплексу діагностичних, психокорекційних, психологічних заходів щодо осіб, які мають ознаки психічних розладів, для відновлення їх психічного стану.
Важливими завданнями психологічної допомоги є: оптимізація соціальної взаємодії осіб, що мають ознаки психічних розладів; посилення мотиваційно-вольової активності для свідомого вирішення особистих психологічних проблем; активізація психологічного захисту для пониження та усунення негативних переживань;  покращення адаптаційних можливостей постраждалих; відновлення оптимізаційних механізмів, які нормалізують біофізичні і біохімічні процеси та стабілізують роботу всіх органів і систем фізіології організму. 
Вирішенню наведених завдань сприятиме знання структури та особливостей функціонування оптиматизаційного захисту життєдіяльності.
Слід розуміти, що психічне є  символічним, знаковим відображенням людиною світу, що нею сприймається і спирається на психофізіологічні процеси у структурі нервової системи. В процесі діяльності щодо задоволення потреб та інтересів [с. 465–467] люди входять у взаємодію з явищами та предметами об’єктивної дійсності [с. 286], яка детермінує певні фізичні та хімічні реакції в органах відчуття [с. 284].
Сформовані електричні імпульси за безпосередньої участі біологічно активних речовин (нейромедіаторів) через нервову систему здійснюють нейрофізіологічну транспортацію до лівої півкулі головного мозку, яка співвідноситься переважно з раціональною (розумовою) сферою свідомості. На цьому рівні свідомості з’ясовується відповідності всього, що відображується, інтересам людини. 
Наступним етапом психічного відображення є транспортація інформації про предмети, явища об’єктивної реальності до емоційної (чуттєвої) сфери свідомості, яка позбавлена безпосереднього контакту з навколишньою дійсністю. У чуттєвій сфері свідомості інформація про відображене трансформується у переживання людини .
Нейропсихофізіологічною основою чуттєвого відображення у формі переживань є транспортація зазначеної інформації через електричні імпульси за безпосередньої участі біологічно активних речовин з лівої півкулі головного мозку до правої, яка відповідає переважно за емоційну діяльність. , де активізуються певні структури. За безпосередньої участі гіпофізу, гіпоталамусу та епіфізу щодо синтезу гормонів сигнал посилається до парних ендокринних залоз наднирок, які виробляють гормон дофаміну або адреналіну. Гормони – це сигнальні хімічні речовини, які здійснюють складний і багатогранний вплив на органи в цілому чи на певні органи та системи-мишені .
Серед різноманітних ціннісних форм психіки людини найважливішою є воля, свідома саморегуляція суб’єктом своєї діяльності, що проявляється як цілеспрямованість, рішучість, самовладання [с. 215].
Наведене свідчить, що основними чинниками не лише психічного відображення, а й повноцінної життєдіяльності людини є біофізичні і біохімічні процеси, злагоджена і стабільна робота внутрішніх органів і систем життєзабезпечення організму, рівень соціалізації особистості, розвиток вольових здібностей та спадковість, що передається нащадкам через генотип людини.
Навіть незначні порушення стабільної роботи зазначених чинників, які детерміновані змінами внутрішнього чи зовнішнього середовища, можуть негативно позначатись не лише на якості психічних процесів індивіда, а й в цілому на життєдіяльності особистості. Тому дуже важливим для  життєдіяльності людини є функціонування в організмі психофізіологічних утворень, які оптимізують функціонування всіх явищ, органів, систем і процесів наближено до інтересів людини. 
Отже, у такому значенні оптимізація виступає ключовим фактором не лише психологічного захисту, а й захисту життєдіяльності. 

## Оптимізаційні автоматизми
Процес пристосування організму до змінених умов існування прийнято називати адаптацією. По суті, адаптація — функція організму. Проте така функція неможлива без наявності структур, які б фіксували, зберігали та акумулювали набуті захисні властивості. До таких структур доцільно віднести оптимізаційні автоматизми — сформовані в керівній системі фізіології організму програми запуску та відтворення захисних властивостей, набутих у результаті адаптаційних процесів.
Оптимізаційні автоматизми функціонують на рівні особистісного несвідомого несвідомої сфери психіки (відкритого З. Фрейдом) і належать до особистого досвіду людини.
Оптимізаційні автоматизми можна класифікувати за способом формування та за умовами дії.
За способом формування оптимізаційні автоматизми поділяються на:
- Мимовільні — психофізіологічні утворення (програми), несвідомо сформовані на рівні особистісного несвідомого несвідомої сфери психіки в регуляторній системі фізіології організму, для попередження, зниження, усунення негативних наслідків взаємодії з навколишньою дійсністю.
- Довільні — психофізіологічні утворення (програми), свідомо сформовані на рівні особистісного несвідомого несвідомої сфери психіки в регуляторній системі фізіології організму, для попередження, зниження, усунення негативних наслідків взаємодії з навколишньою дійсністю.
  - Особистісні — сформовані особистістю.
  - Сторонні — сформовані під впливом інших осіб (оточення).

За умовами дії оптимізаційні автоматизми класифікуються як:
- Ситуаційні — психофізіологічні утворення, що забезпечують попередження (послаблення, усунення) неприємних переживань, зумовлених стрес-факторами в надзвичайних (екстремальних) умовах життєдіяльності.
- Повсякденні — психофізіологічні утворення, що забезпечують попередження (послаблення, усунення) неприємних переживань, зумовлених стрес-факторами у звичних умовах життєдіяльності.
- Комплексні — психофізіологічні утворення, що забезпечують попередження (послаблення, усунення) неприємних переживань, зумовлених стрес-факторами у звичних та екстремальних умовах життєдіяльності.

### Оптимізаційні властивості
У процесі еволюційного розвитку оптимізаційні автоматизми набули вагомих характеристик, які пропонується позначати категорією оптимізаційні властивості — еволюційна здатність психофізіологічних утворень до функціональних змін під впливом перманентних адаптаційних процесів задля посилення захисних властивостей організму.
Оптимізаційні автоматизми набули таких властивостей, як:
- Оптимізаційна акумуляція — здатність оптимізаційних автоматизмів до накопичення (концентрації) захисних властивостей.
- Оптимізаційне групування — здатність оптимізаційних автоматизмів до об'єднання в складні захисні структури для нейтралізації тривалого комплексного впливу стрес-факторів.
- Оптимізаційна уніфікація — здатність сформованих оптимізаційних угрупувань до нейтралізації негативної дії наближено споріднених стрес-факторів у різних умовах життєдіяльності.
- Оптимізаційна інтеграція — здатність до формування (удосконалення) оптимізаційних автоматизмів одного виду за участю автоматизмів оптимізації інших видів.
- Оптимізаційна спадковість — здатність оптимізаційних автоматизмів до збереження захисних властивостей та їх відтворення в наступних поколіннях.

### Травматичні оптимізаційні автоматизми
Проте, варто звернути увагу на ті обставини, що оптимізаційні автоматизми можуть мати й негативні наслідки для життєдіяльності людини, якщо вони сформовані в результаті адаптаційних процесів, спричинених стереотипом травматичного заміщення. Такі психофізіологічні утворення пропонується[ким?] позначати категорією травматичні оптимізаційні автоматизми — сформовані в керівній системі фізіології організму програми запуску і відтворення набутих у результаті адаптаційних процесів захисних властивостей щодо сприйняття негативної взаємодії з навколишньою дійсністю як корисної.
Стереотип травматичного заміщення — хибне сприйняття негативної інформації як корисної або такої, що не шкодить людині, спричинене мимовільним корегуванням програми оптимізації внутрішніх функцій і критеріїв оцінки стану внутрішнього та зовнішнього середовища в керівній системі фізіології організму внаслідок тривалого впливу різноманітних загроз і неприємних переживань.

## Оптимізаційні архетипи

### Природа та сутність
При досягненні певного рівня акумуляції, інформація про набуті захисні властивості може кодуватись на рівні генотипу організму через створення нових чи додавання до вже наявних. Функцію вивільнення закодованої інформації про захисні властивості та її застосування виконують оптимізаційні архетипи — мимовільно сформовані в керівній системі фізіології організму програми розкодування та мимовільного застосування, через залучення нейропсихофізіологічних компонентів і процесів організму, зашифрованої в генотипі інформації про захисні властивості, набуті попередниками.
При цьому, можна висловити припущення, що одним із видів розкодованої інформації, ймовірно, є інстинкти як сукупність вроджених рефлексів.
Оптимізаційні архетипи функціонують у формі гібридних фантомів у несвідомій сфері психіки на рівні колективного несвідомого (відкритого К. Юнгом).
Гібридні фантоми — інформація, що перебуває в колективному несвідомому несвідомої сфери психіки, яка, можливо, детермінована генотипом людини та космічним інформаційно-змістовним полем, і є відображенням досвіду попередніх поколінь.
За функціональним призначенням оптимізаційні архетипи поділяються на:
- Системні — психофізіологічні утворення, сформовані в результаті адаптаційних та еволюційних процесів щодо мимовільного забезпечення стабільного функціонування систем і процесів організму в різних умовах життєдіяльності. Системні оптимізаційні архетипи є нейропсихофізіологічними утвореннями постійної дії.
- Безпекові — психофізіологічні утворення, сформовані в результаті адаптаційних та еволюційних процесів щодо мимовільного попередження, послаблення або усунення негативних наслідків зміни внутрішнього стану та зовнішнього середовища. Безпекові оптимізаційні архетипи спрацьовують мимовільно після отримання сигналу про виявлення невідповідності суспільного буття інтересам людини та шкідливої зміни її внутрішнього стану.

### Травматичні оптимізаційні архетипи
Слід зазначити, що оптимізаційні архетипи можуть мати й руйнівний вплив на життєдіяльність людини. Це відбувається в тих випадках, коли оптимізаційні архетипи розкодовують і застосовують інформацію про набуті захисні властивості, акумульовані в оптимізаційних автоматизмах, що сформовані адаптаційними процесами, детермінованими стереотипом травматичного заміщення. Такі оптимізаційні архетипи пропонується позначати категорією травматичні оптимізаційні архетипи — нейропсихофізіологічні утворення (програми), що розкодовують та мимовільно застосовують зашифровану в генотипі організму інформацію про набуті попередниками захисні властивості, сформовані сприйняттям негативних факторів як корисних. Це може стосуватись не лише психічних явищ, а й фізіологічних процесів і т. ін. Наведене вище дає підстави зробити припущення, що успадковані погані звички, і навіть хвороби, є наслідком акумуляції, збереження, розкодування та застосування інформації, обумовленої стереотипом травматичного заміщення.
Оптимізаційні автоматизми та оптимізаційні архетипи є ключовими компонентами всіх видів оптимізаційного захисту життєдіяльності є 

## Види оптимізаційного захисту життєдіяльності
Види оптимізаційного захисту життєдіяльності визначаються за основними факторами захисту життєдіяльності людини. До таких факторів доцільно віднести: фізичний, хімічний, біологічний, фізіологічний, суспільний, вольовий, психологічний.
- Оптимізаційний фізичний захист — сукупність фізичних процесів на різних рівнях організації організму щодо забезпечення стабільної роботи органів і систем під дією зовнішніх чинників та оточення.
- Оптимізаційний хімічний захист — сукупність перманентних хімічних процесів щодо засвоєння, розщеплення, перетворення в організмі біогенних елементів, які забезпечують існування людини, відновлення її фізичного і психічного здоров'я, повноцінну взаємодію з навколишнім середовищем у нормальних або змінених умовах.
- Оптимізаційний біологічний захист — постійно дієвий механізм збереження набутих захисних властивостей, зміни певних якостей на основі генної мутації та природного відбору, який забезпечує існування, виживання та еволюцію людини в несприятливих умовах.
- Оптимізаційний фізіологічний захист — багатофункціональна сукупність фізіологічних процесів щодо виявлення та усунення негативних змін сталості внутрішнього середовища організму, порушень у роботі органів і систем життєзабезпечення та взаємодії з навколишнім середовищем, що виникли під впливом зовнішніх і внутрішніх травматичних впливів.
- Оптимізаційний суспільний захист — процеси засвоєння та відтворення соціального досвіду в основних сферах суспільного буття, для реалізації власних інтересів, забезпечення існування особистості в загрозливих умовах життєдіяльності.
- Оптимізаційний вольовий захист — довільне створення спонукання до дій, опанування власних мотиваційних процесів, свідоме керування своїми вчинками, подолання труднощів і перешкод для досягнення максимальної відповідності суспільного буття особистісним інтересам.
- Оптимізаційний психологічний захист — сукупність мимовільних психічних процесів, свідомих способів розумової діяльності та практичних дій людини щодо збільшення відповідності суспільного буття її інтересам, наслідком яких є зменшення чи повне усунення неприємних переживань.

Слід наголосити, що оптимізаційний психологічний захист є також одним із видів психологічного захисту (філософський підхід).

## Система оптимізаційного захисту життєдіяльності
Наведені види оптимізаційного захисту життєдіяльності, взаємодіючи з середовищем та між собою, утворюють єдине ціле — систему оптимізаційного захисту життєдіяльності — сукупність функцій, механізмів, явищ і процесів у межах основних сфер забезпечення стабільної роботи організму, попередження, зниження й усунення негативних наслідків взаємодії з навколишньою дійсністю та зміни внутрішнього стану.

## Закон оптимізаційного захисту життєдіяльності
Розглянуті вище положення дають підстави стверджувати, що оптимізаційний захист життєдіяльності є універсальним і незмінним явищем забезпечення існування людини. Вербальним вираженням (узагальненням) зв'язку між усіма компонентами цього явища є закон оптимізаційного захисту — перманентний рух усіх функцій, механізмів, явищ і процесів організму людини до стабільної роботи на основі внутрішніх механізмів еволюції та відновлення, відповідно до змінених умов на фізичному, хімічному, біологічному, фізіологічному, соціальному, вольовому та психічному рівнях.

## Співвідношення оптимізаційного захисту життєдіяльності та психологічного захисту

### Сутність і зміст психологічного захисту
Психологічний захист — сукупність трансформаційних та оптимізаційних явищ, механізмів і процесів відносно захисної та руйнівної дії об'єктивної реальності, у межах відповідності суспільного буття інтересам особистості, щодо захисту свідомості від негативних наслідків взаємодії з навколишньою дійсністю, попередження, зменшення та усунення неприємних переживань.
В межах філософського підходу з опису психологічного захисту існує два види психологічного захисту: трансформаційний психологічний захист (відповідно до захисної дії об'єктивної реальності) та оптимізаційний психологічний захист (відповідно до руйнівної дії об'єктивної реальності).

### Трансформаційний психологічний захист
Трансформаційний психологічний захист — інтегральна єдність відображеного на раціональному й чуттєвому рівнях психіки комплексного забезпечення навколишньою дійсністю життєдіяльності людини в межах відповідності суспільного буття її інтересам, що детермінує позитивні переживання та впливає на внутрішню силу, яка спонукає до діяльності.
Компоненти (підвиди) трансформаційного психологічного захисту визначаються за формами існування свідомості: раціональна, чуттєва, ейдетична.
Відповідно, трансформаційний психологічний захист включає:
- раціональний психологічний захист;
- чуттєвий психологічний захист;
- базовий (ейдетичний) психологічний захист[12].

Доведено, що:
- показник раціонального психологічного захисту тотожний дослідженому рівню морального духу, який характеризує раціональні якості;
- показник чуттєвого психологічного захисту тотожний дослідженому рівню морально-психологічного стану, який характеризує чуттєві якості;
- показник базового психологічного захисту тотожний дослідженому рівню людського фактору, який характеризує ейдетичні якості.

### Оптимізаційний психологічний захист
Визначення сутності оптимізаційного психологічного захисту наведено в розділі Види оптимізаційного захисту життєдіяльності (вище по тексту).
Змістовні компоненти (підвиди) оптимізаційного психологічного захисту класифіковано відповідно до філософського визначення сфер психіки, а саме: свідомість, несвідоме, надсвідоме.
Відповідно оптимізаційний психологічний захист включає:
- свідомий психологічний захист;
- несвідомий психологічний захист;
- надсвідомий психологічний захист[13].

### Співвідношення логічних обсягів функціонування оптимізаційного захисту життєдіяльності та психологічного захисту
Таким чином слід підсумувати, що співвідношення оптимізаційного захисту життєдіяльності та психологічного захисту полягає в наступному:
- оптимізаційний захист життєдіяльності включає такий вид психологічного захисту, як оптимізаційний психологічний захист. В цих межах їх логічні обсяги збігаються;
- психологічний захист, окрім оптимізаційного психологічного захисту, включає ще і трансформаційний психологічний захист. У цих межах їх логічні обсяги не збігаються. Проте трансформаційний психологічний захист, ймовірно, є одним із видів трансформаційного захисту життєдіяльності;
- як доведено в попередніх дослідженнях[10][11][12][13] у генезисі психологічного захисту, а отже трансформаційних і оптимізаційних процесів, тою чи іншою мірою, залучені всі види оптимізаційного захисту життєдіяльності;
- отже, оптимізаційний захист життєдіяльності та психологічний захист функціонують в межах діалектичної єдності[1].